# Повітряне судно Лейнберґа
Пові́тряне су́дно Лейнбе́рґа — проект повітряного літального апарата Л. А. Лейнберґа вперше опублікований у львівському часописі «Газета Львовська» від 18 жовтня 1842 року у статті «Нове повітряне судно конструкції Л. А. Лейнберґа».